# Астекские языки
Асте́кские языки (ацтекские, науаские, на́уа, на́уатльо файле) — группа индейских языков в Мексике и Сальвадоре, одна из основных групп южных юто-ацтекских языков. Общее число говорящих — около 1,5 млн чел. (оценка, кон. 1990-х гг.); этноязыковая общность — науа. Оценки числа этих языков разнятся от двух или трёх до тридцати. 

## Классификация
- почутекский (†) — Мексика, штат Оахака
- хочистлауанский науатль (†) — юго-восток штата Герреро
- собственно ацтекские языки
  - сьерра-пуэбланский науатль — свыше 130 тыс., северо-восток штата Пуэбла, запад штата Веракрус.
  - Восточная подгруппа
    - пипиль — вымирающий язык пипилей в Сальвадоре (20 чел.), ранее также в Гондурасе, Гватемале и Никарагуа
    - диалекты в Восточной Мексике (32 тыс.), близкие к пипилю:
      - истмо на юге штата Веракрус, ранее также в штате Табаско
      - пинотль в штате Чьяпас.

  - Западно-центральная подгруппа
    - классический науатль (классический ацтекский) (†) — язык исторических ацтеков и лингва франка Месоамерики на рубеже XV—XVI вв. — занимает особую позицию, сочетая черты центрального и периферийных языков, что связано с поздней миграцией исторических ацтеков (мешика) в долину Мехико.
    - центральный науатль (540 тыс. чел., штат Пуэбла, юго-восток штата Идальго, центр Герреро, Морелос, Тласкала, восток Мехико, север Оахаки, запад Веракруса),
    - западно-периферийный науатль (8 тыс., штаты Дуранго, Мичоакан, запад Мехико, ранее также в штатах Наярит, Халиско, Колима, Синалоа),
    - уацтеканский науатль (810 тыс., регион Ла-Уастека на юге штата Сан-Луис-Потоси и север штатов Идальго, Веракрус и Керетаро)
    - переходные варианты в центральном регионе:
      - санта-мария-ла-альтанский науатль — юг штата Пуэбла
      - коатепекский науатль — север штата Герреро
      - тотольтепекский науатль (†) — запад штата Мехико

По лексико-статистическим данным распад ацтекских языков датируется V веком н. э., распад собственно ацтекских языков — VIII веком н. э. Предположение о родстве ацтекских языков с другими юто-ацтекскими языками высказывалось ещё в конце XIX в. и было доказано Э. Сепиром. Ацтекские языки исследуются с середины XVI в., когда появились первые грамматики и словари. Многие подробно документированы, некоторые ещё в колониальную эпоху (XVI—XVII вв.).
Согласные: p, t, k, c, č, λ, kw, m, n, s, š, y, w, l, '. Латеральная аффриката λ есть не во всех ацтекских языках. В классическом ацтекском языке w в языке женщин произносилось как v. Гортанная смычка ' в диалектах может произноситься как испанское /x/. Гласные: i, e, a, o (краткие и долгие), в некоторых диалектах—  также u. Ударение падает всегда на предпоследний слог.
Типологически ацтекские языки относятся к синтетическому классу, агглютинативному подклассу, имеют аккузативную конструкцию предложения. Порядок слов: сказуемое — прямое дополнение — подлежащее. Развита редупликация. Имеется два «статуса» существительных: абсолютус, маркируемый абсолютивным суффиксом, и конструктус, а также ед. и мн. число. Глагол имеет категории времени, вида, наклонения, переходности-непереходности.
В этих языках имеется большое количество послелогов с локативным значением. Исключительно развита система вежливых форм. 
Продуктивная словообразовательная модель представлена соположением слов с противоположным или взаимодополняющим значением: altepetl «царство, страна» (буквально: «вода — гора»), in xochitl, in cuicatl «поэзия» (буквально: «цветок — песня»).
Задолго до прихода испанцев ацтеки стали пользоваться оригинальным словесно-слоговым письмом. С XVI в. для записи этих языков используется письменность на латинской основе; в ней /w/ и /kw/ в начале слога передаются как hu и cu, а в конце — как uh и uc.

## Заимствования в европейских языках
Из ацтекских языков происходят такие европейские слова, как авокадо, какао, чили (название перца — не имеет общего с названием страны Чили), койот, пейот, мескаль, оцелот, кетцаль (название птицы и монеты), томат, шоколад (изначально — «агуакатль», «койотль», «шитоматль», «чоколатль»), аксолотль и др.

## История

### Доколумбов период
По вопросу о географическом происхождении лингвисты в XX веке пришли к выводу, что юто-ацтекская языковая семья возникла на юго-западе США. Данные археологии и этноистории также поддерживают тезис о диффузии на юг и, в частности, о том, что носители ранних науанских языков мигрировали несколькими волнами из северных мексиканских пустынь в центральную Мексику. Тем не менее в последнее время это традиционное мнение оспаривает Джейн Х. Хилл, которая утверждает, что юто-ацтекская языковая семья возникла в центральной Мексике и распространилась на север в очень раннюю эпоху. Гипотеза и анализ Хилл подвергаются сильной критике.
Предполагаемая миграция носителей прото-науанского языка в Центральную Америку должна была произойти около 500 года н. э., к концу раннего классического периода в мезоамериканской хронологии. Прежде чем дойти до центрального плоскогорья, прото-науанские группы, вероятно, провели некоторое время в контакте с корачольскими языками кора и уичоль на северо-западе Мексики (которые также входят в юто-ацтекскую семью).

## Грамматика

### Существительные
Существительное в науатль изменяется по числам (единственному и множественному) и принадлежности («мой», «твой» и т. д.). Например:

| Единственное число: /hueʃolo-tl/ индюк-ABSOLUTIVE «индюк» (классический науатль) | Множественное число: /hueʃolo-meh/ индюк-PLURAL «индюки» (классический науатль) |

| /no-hueʃolo/ мой-индюк «мой индюк» (классический науатль) | /no-hueʃolo-waːn/ мой-индюк-PLURAL «мои индюки» (классический науатль) |

### Местоимения
В большинстве современных ацтекских языков существует шесть местоимений — для первого, второго и третьего лиц в единственном и множественном числах, но в истмус-науатле местоимение для первого лица во множественном числе имеет две формы: инклюзивную и эксклюзивную:

| Классический науатль: tehwaːntin — мы | Истмус-науатль: nejamēn — эксклюзив (мы, но не ты) tejamēn — инклюзив (мы и ты) |

### Глаголы
Глагол в науатле, как правило, состоит из корня, префиксов и суффиксов. Префикс может выражать лицо субъекта, лицо и число объекта, суффикс может выражать время, вид, наклонение, а также число субъекта.
Большинство современных ацтекских языков различают прошедшее, настоящее и будущее время, а также совершенный и несовершенный виды. Некоторые также выделяют аспект продолжительности действия. Во всех языках имеется изъявительное и повелительное наклонение, в некоторых — также желательное и нежелательное.
В большинстве современных ацтекских языков не сохранился страдательный залог, имевшийся в классическом науатле, но имеются аппликатив и каузатив. Во многих языках глагольные конструкции формируются из корней двух и более глаголов.

| ni-kin-tla-kwa-ltiː-s-neki Я-их-что-то-есть (пищу)-CAUSATIVE-FUTURE-хотеть «Я хочу их накормить» (Классический науатль) |

## Астекская Википедия
Существует раздел Википедии на одном из астекских языков, классическом науатле («Астекская Википедия»), первая правка в нём была сделана в 2003 году. По состоянию на 4:09 (UTC) 20 марта 2025 года раздел содержит 4295 статей (общее число страниц — 13 347); в нём зарегистрировано 23 383 участника, трое из них имеют статус администратора; 17 участников совершили какие-либо действия за последние 30 дней; общее число правок за время существования раздела составляет 521 462.